# Pericoma ancyla
Pericoma ancyla är en tvåvingeart som beskrevs av Quate 1955. Pericoma ancyla ingår i släktet Pericoma och familjen fjärilsmyggor.
Artens utbredningsområde är Washington. Inga underarter finns listade i Catalogue of Life.